# Липа при Франколовем
Липа при Франколовем (словен. Lipa pri Frankolovem) је насељено место у општини Војник, Савињска регија, Словенија.

## Историја
До територијалне реорганизације у Словенији била је у саставу старе општине Цеље.

## Становништво
У попису становништва из 2011. године, Липа при Франколовем је имала 163 становника.
| Број становника према пописима | Број становника према пописима | Број становника према пописима |
| ------------------------------ | ------------------------------ | ------------------------------ |
| 1991                           | 2002                           | 2011                           |
| 162                            | 157                            | 163                            |

Напомена: До 1953. исказивано под именом Липа. Године 2000. увећано за део насеља Трновље при Соцки.